# Pagellus bogaraveo
El besugo (Pagellus bogaraveo) es una especie de pez perciforme de la familia de los espáridos, común en el litoral atlántico europeo y en la zona occidental del mar Mediterráneo. 

## Distribución y hábitat
Es una especie muy extendida en el occidente del mar Mediterráneo y en la parte oriental del océano Atlántico, hasta Mauritania por el sur y en las Islas Orkney y Noruega por el norte. Es la única especie de los espáridos generalizado y común en los mares de Europa septentrional. Vive a profundidad considerable (hasta 700-800 m en el Atántico y a 400 m en el Mediterráneo). Los jóvenes son más costeros, de aguas pocos profundas y nadan agrupándose en grandes bancos. Vive formando pequeños bancos de peces y a medida que aumenta su edad se localiza en lugares más profundos y arenosos.

## Descripción
Tiene un aspecto típico de espárido, forma ovalada, con cuerpo alto y muy comprimido lateralmente. Cabeza corta y redondeada, boca pequeña y ojos muy grandes. El dorso es rojizo pardusco y los costados, plateados. Todas las aletas son de color rosa-rojizo. Se distingue de los demás espáridos por una mancha difusa negra situada en el nacimiento de la línea lateral que lo cruza, encima de la base de la aleta pectoral. También se conoce como besugo de la pinta, por las manchas negras sobre las axilas de sus aletas pectorales. Los ejemplares jóvenes son de colorido más pálido y a veces carecen de la mancha oscura. Su talla mínima es de 25 cm. y puede llegar a 60 cm. Pesa más de 6 kilos, aunque lo más frecuente es que sea de unos 5 kilos, y su longitud va de 20 a 40 centímetros.

## Alimentación
Aunque es omnívoro, se alimenta sobre todo de crustáceos y otros invertebrados y peces pequeños.

## Reproducción
Su madurez sexual llega a los dos años con 15-20 cm. El besugo se reproduce en invierno, pero en el Mediterráneo occidental lo hace entre junio y septiembre. Aproximadamente el 10 % de los individuos es hermafrodita proterándrico.

## Pesca
Se captura tanto con red de pesca como con palangre. Su carne, blanca, es excelente y muy apreciada, sobre todo en España e Italia.

## Cocina
Es la especie más apreciada de la familia de los espáridos. La cantidad de grasa oscila entre casi magro en primavera hasta tener un 9 % de su peso en invierno. En esta época se suele cocinar a la parrilla o al horno. En España es un componente principal en la gastronomía navideña pudiéndose preparar como besugo a la madrileña en cazuela de barro y al horno o besugo a la donostiarra.

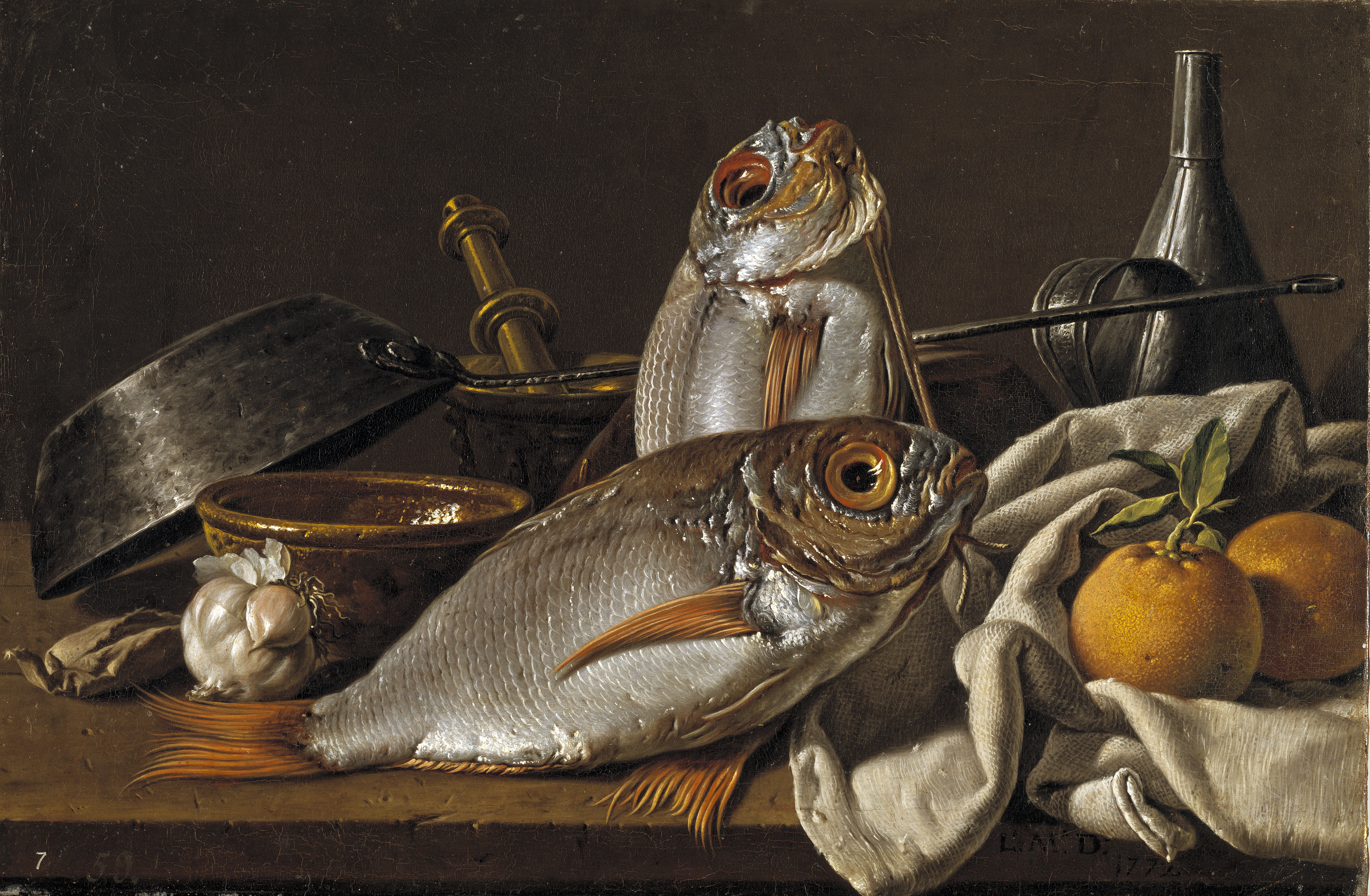
Luis Meléndez, Bodegón con besugos y naranjas, museo del Prado (1772)